# Olbitzbach-Niederung nordöstlich Roßlau
Die Olbitzbach-Niederung nordöstlich Roßlau ist ein FFH-Gebiet in der kreisfreien Stadt Dessau-Roßlau und der Stadt Coswig (Anhalt) im Landkreis Wittenberg in Sachsen-Anhalt.

## Allgemeines
Das FFH-Gebiet ist circa 135 Hektar groß. Im Süden grenzt es an das FFH-Gebiet „Dessau-Wörlitzer Elbauen“ bzw. das EU-Vogelschutzgebiet „Mittlere Elbe einschließlich Steckby-Lödderitzer Forst“. Das FFH-Gebiet überlagert sich teilweise mit dem Landschaftsschutzgebiet „Roßlauer Vorfläming“ bzw. mit dem Landschaftsschutzgebiet „Mittlere Elbe“. Es ist durch die Landesverordnung zur Unterschutzstellung der Natura 2000-Gebiete im Land Sachsen-Anhalt (N2000-LVO LSA) seit dem 21. Dezember 2018 rechtlich gesichert. Zuständige untere Naturschutzbehörden sind die Stadt Dessau-Roßlau und der Landkreis Wittenberg.

## Beschreibung
Das FFH-Gebiet liegt zwischen Roßlau und Coswig (Anhalt) größtenteils im Naturpark Fläming. Ein kleiner Teil im Süden liegt im Biosphärenreservat Mittelelbe. Es umfasst den Olbitzbach ab dem Teich bei Steinmühle bis zum Eintritt des Olbitzbachs in das FFH-Gebiet „Dessau-Wörlitzer Elbauen“ kurz vor der Einmündung in die Elbe sowie die ihm zulaufenden Grenzgraben Luco und Fauler Graben sowie die Niederungen der Fließgewässer. Die Fließgewässer verlaufen naturnah durch überwiegend bewaldete Gebiete. Sie sind zum Teil stark mäandrierend mit Prall- und Gleithängen und zahlreichen Mäanderdurchbrüchen. Durch von Bibern angelegte Dämme sind mehrere Biberseen entstanden. Die Fließgewässer verfügen über gut ausgebildete Wasservegetation mit Schmalblättrigem Merk, Bachbunge, Sumpfwasserstern und Einfachem Igelkolben. In den Biberseen siedeln Alpenlaichkraut und Berchtolds Zwerglaichkraut. Abschnittsweise sind bachbegleitende feuchte Hochstaudenfluren, Röhrichte und Seggenriede ausgebildet.
Bachbegleitend und in den Niederungen der Bäche sind Erlen-Eschenwälder ausgebildet, kleinflächig auch Eichen-Hainbuchenwälder. Ebenfalls kleinflächig sind Mähwiesen mit Wiesenschaumkraut, Kuckuckslichtnelke und Scharfem Hahnenfuß zu finden.
Das FFH-Gebiet ist Lebensraum für Biber und Fischotter. Die Bäche beherbergen Vorkommen des Bach- und des Flussneunauges. Gewässer in den Feuchtwäldern und die Biberseen sind Lebensräume für Amphibien.